# 7556 Perinaldo
A 7556 Perinaldo (ideiglenes jelöléssel (7556) 1982 FX2) a Naprendszer kisbolygóövében található aszteroida. Henri Debehogne fedezte fel 1982. március 18-án.